# Astor Piazzolla

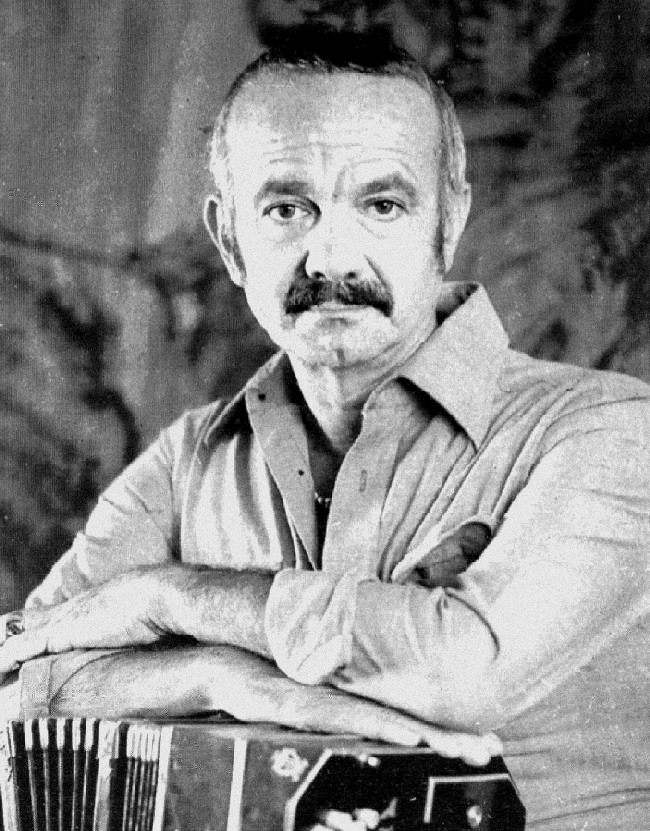
Astor Piazzolla (1971)

Astor Pantaleón Piazzolla (* 11. März 1921 in Mar del Plata; † 4. Juli 1992 in Buenos Aires) war ein argentinischer Bandoneon-Spieler und Komponist. Er gilt als Begründer des Tango Nuevo, einer Weiterentwicklung des traditionellen Tango Argentino.

## Leben
Astor Piazzolla, das einzige Kind von Vicente Piazzolla (den Astor „Nonino“ nannte), aus Trani in Italien, und Assunta Mainetti (aus der italienischen Provinz Massa-Carrara), war vier Jahre alt, als seine Familie wegen der schlechten Wirtschaftslage in Argentinien nach New York auswanderte, wo sich sein Vater in Greenwich Village einen Friseursalon einrichtete. Die musikalische Begabung des jungen Astor wurde früh erkannt. Neben Klavier lernte er auch, seinem Vater zuliebe, Bandoneon (der Vater hatte ihm 1929 ein Instrument geschenkt). Über die Tangobegeisterung des Vaters sagte Piazzolla: Mein Vater hörte ständig Tango und dachte wehmütig an Buenos Aires zurück, an seine Familie, seine Freunde – […] immer nur Tango, Tango. Piazzolla selber begeisterte sich für Jazz und die Musik Johann Sebastian Bachs. Auch die Begegnungen des Neunjährigen mit der Tangolegende Carlos Gardel, einem Freund der Familie, änderte diese Prioritäten nicht. (Allerdings spielte Piazzolla in dem in den USA gedrehten Film El día en que me quieras 1935 neben Gardel eine kleine Rolle als Zeitungsjunge.)
1937 kehrte die Familie nach Buenos Aires zurück, wo eine Aufführung des Tango-Ensembles von Elvino Vardaro zu einem Schlüsselerlebnis für Piazzolla wurde: Hier erlebte er erstmals eine neuartige Tango-Interpretation, die ihn begeisterte. Er übte nun vermehrt und perfektionierte sein Bandoneonspiel.
1939 wurde er Mitglied des Orchesters von Aníbal Troilo, für das er auch Stücke arrangierte. Eine Begegnung mit dem von ihm sehr geschätzten Pianisten Artur Rubinstein bestärkte Piazzolla im Wunsch, einen akademischen Weg zu gehen. Ab 1940 nahm Piazzolla daher Kompositionsunterricht bei dem nur wenig älteren Alberto Ginastera, der bereits kurz nach Abschluss des Konservatoriums als musikalischer Hoffnungsträger der Nation galt und mit seinen ersten Ballett- und Instrumentalwerken für Aufsehen sorgte.
1944 verließ Piazzolla das Orchester von Troilo und arbeitete zunächst zwei Jahre lang als Solist und Arrangeur im Orchester von Francisco Fiorentino.
1946 gründete er sein erstes eigenes Orquesta Típica, das bis 1948 Bestand hatte. In dieser Zeit veröffentlichte er unter seinem Namen die ersten Schallplatten. 1949 löste sich dieses Ensemble wieder auf.
In der ersten Hälfte der 1950er Jahre komponierte Piazzolla einige Orchester- und Kammermusikwerke, es entstanden die Rapsodía porteña (1952), die preisgekrönte Sinfonie Buenos Aires (1953) und die Sinfonietta (1954), für die er mit dem nationalen Kritikerpreis geehrt wurde. Von seinen frühen Tangos aus den 40er Jahren hingegen distanzierte er sich in der Öffentlichkeit, da er als Komponist ernst genommen werden wollte, was ihm mit Tango zu jener Zeit unmöglich schien. Zwar feierte in Europa, von Paris ausgehend, eine harmlos-tanzbare Tango-Variante Triumphe, doch in Argentinien hatte der Tango sehr lange einen schlechten Ruf, vor allem bei der Oberschicht.
1954 erhielt Piazzolla im Zusammenhang mit dem Preis für seine Sinfonietta ein Stipendium für Europa und ging nach Paris, um bei Nadia Boulanger Komposition zu studieren. Beim ersten Vorspielen verschwieg er, dass er Tangos gespielt und komponiert hatte. Piazzolla erklärte seine Gründe so: In Wahrheit schämte ich mich, ihr zu sagen, dass ich Tangomusiker war, dass ich in Bordellen und Kabaretts von Buenos Aires gearbeitet hatte. Tangomusiker war ein schmutziges Wort im Argentinien meiner Jugend. Es war die Unterwelt. Boulanger entdeckte beim Durchsehen von Piazzollas Partituren Einflüsse von Ravel, Strawinsky, Bartók und Hindemith, vermisste jedoch eine individuelle Handschrift und bat Piazzolla, einen Tango auf dem Klavier zu spielen. Hinterher sagte sie Piazzolla deutlich die Meinung: Du Idiot! Merkst Du nicht, dass dies der echte Piazzolla ist, nicht jener andere? Du kannst die gesamte andere Musik fortschmeißen! Piazzolla nahm den Rat an, zusätzlich belegte er Dirigierkurse bei Hermann Scherchen.
1955 kehrte Piazzolla nach Argentinien zurück. Er gründete das Octeto Buenos Aires: zwei Bandoneons, zwei Violinen, ein Bass, Cello, Klavier und eine elektrische Gitarre. Mit diesem Ensemble begann die Neuinterpretation des Tangos: Der Tango Nuevo.
1960 gründete er ein weiteres Ensemble, ein Quintett aus Violine, Gitarre, Klavier, Bass und Bandoneon. Anfänglich stießen seine Werke auf Kritik und Ablehnung, da sie sich vom ursprünglichen Tango stark unterschieden. Die Anfeindungen gingen so weit, dass Piazzolla und seine Familie sich in Buenos Aires mitunter kaum auf die Straße wagen konnten. Doch er arbeitete weiter und komponierte, konzertierte und erstellte Arrangements seiner Werke für unterschiedliche Besetzungen mit enormer Produktivität.
Im Laufe seines Lebens komponierte er über 300 Tangos und Musik für fast 50 Filme und spielte rund 40 Schallplatten ein. Dabei arbeitete er mit Literaten zusammen wie Jorge Luis Borges und Horacio Ferrer, mit der Schauspielerin Jeanne Moreau, mit dem Regisseur Fernando Solanas und initiierte und leitete genreüberschreitende Projekte, unter anderem mit dem Kronos Quartet und mit Jazz-Musikern wie Gary Burton oder Gerry Mulligan. Außerdem schrieb er für Pina Bauschs Tanztheater die Musik zum Ballett Bandoneón. 1975 gründete er das Octeto Electrónico, in dem auch sein Sohn Daniel mitspielte.
Während der argentinischen Militärdiktatur (1976–1983) lebte Piazzolla in Italien, kehrte aber immer wieder nach Argentinien zurück. Insbesondere die Zeit von 1978 bis 1988 gilt als Höhepunkt seines Schaffens. In dieser Zeit arbeitete er mit seinem zweiten Quintett, in dem Pablo Ziegler (Klavier), Fernando Suarez Paz (Violine), Horacio Malvicino (Gitarre) und Hector Console (Kontrabass) mitwirkten.
Im August 1990 erlitt er in Paris einen Schlaganfall, der weiteres Komponieren unmöglich machte. Er starb zwei Jahre später in Buenos Aires.

## Familie
Nicht nur Astors Sohn Daniel ist Musiker, auch dessen 1972 geborener Sohn, Daniel „Pipi“ Piazzolla. Astor Piazzollas Enkel widmet sich als Schlagzeuger ebenfalls dem Jazz und Tango, insbesondere mit seiner 1999 gegründeten Band Escalandrum.

## Werk
Viele von Piazzollas Tangos sind nicht mehr im traditionellen Sinne tanzbar, sondern in erster Linie Musik zum Zuhören. Die Harmonie des Tango weitete er mit Mitteln des Jazz aus sowie nach den Vorbildern Igor Strawinsky und Béla Bartók. Piazzolla hat die Spieltechnik der Instrumente im Tango durch Anleihen aus der Neuen Musik ausgeweitet: „Bogenschläge auf der Violine, stechende Streicherakzente in hoher Lage, Glissandi des gesamten Ensembles, virtuose Bandoneonläufe und eine Anreicherung der Besetzung durch eine Vielzahl von Perkussionsinstrumenten bestimmen seine Musik.“
Trotz aller Neuerungen bleibt das Wesentliche des Tango erhalten, zum einen durch den spezifischen Klang des Bandoneons, zum anderen durch die typischen synkopischen Rhythmen, die typischen harmonischen Wendungen des Tango, Staccati und die generell melancholische Stimmung der Musik. „Piazzolla seziert die charakteristischen Elemente des Tango und stellt sie in einem neuen Licht dar. Hier betont das akkordische Spiel des Ensembles obsessiv den Rhythmus, dort dominiert eine elegische Solopassage. Jähe Zäsuren sowie deutliche Brüche stehen anstelle der Rubati des traditionellen Tangos und betonen deutlicher als diese den corte, das charakteristische Innehalten des Paares zwischen den Schrittfolgen.“
Die Essenz des Tangos erhält Piazzolla, verbindet sie aber mit der akademischen und bildungsbürgerlichen Tradition der klassischen Musik. Neben der eher traditionellen kleinen Form des Tangostücks erweiterte er die stilistische Bandbreite des Tangos mit den großen Formen der Musikgeschichte: Beispiele dafür sind das Musikalische Drama mit Ballett Los amantes de Buenos Aires (1969) auf ein Libretto des Tango-Dichters Horacio Ferrer (1933–2014), das Oratorium El Pueblo Joven (1970) und das dreisätzige Konzert für Bandoneon, Streicher und Schlagzeug (1979).
Häufig verwendet Piazzolla die Form der barocken Suite, so etwa für das Stück Histoire du Tango – hier gibt er den vier Sätzen programmatische Titel: Bordel 1900, Café 1930, Night Club 1960, Concert d’aujourd’hui. Im Konzert Las Cuatro Estaciones porteñas greift er direkt auf das Vorbild der Konzerte Die vier Jahreszeiten (Le quattro stagioni) von Antonio Vivaldi zurück. Es ist nur konsequent, dass auch die Form der Oper von Piazzolla mit Tango verbunden wird, in der „Tango-Operita“ María de Buenos Aires, in der er kompositorische Formen wie Fuge und Toccata verwendet und das Agnus Dei zum Tangus Dei verfremdet. Piazzolla hat den Tango jedoch nicht nur mit der akademischen Tradition, sondern auch mit der Unterhaltungsmusik und Popkultur verbunden. Seit den frühen 1970er Jahren arbeitete er oft mit Jazzmusikern zusammen und verwendete moderne Instrumente wie E-Bass, Schlagzeug, E-Gitarre und E-Piano in seinen Kompositionen.

## Auszeichnungen und Ehrungen
- 1986 César für Beste Filmmusik
- 2008 wurde der Flughafen Mar del Plata nach ihm benannt.
- 2012 wurde der Asteroid (12102) Piazzolla nach ihm benannt.[2]

## Werke (Auswahl)

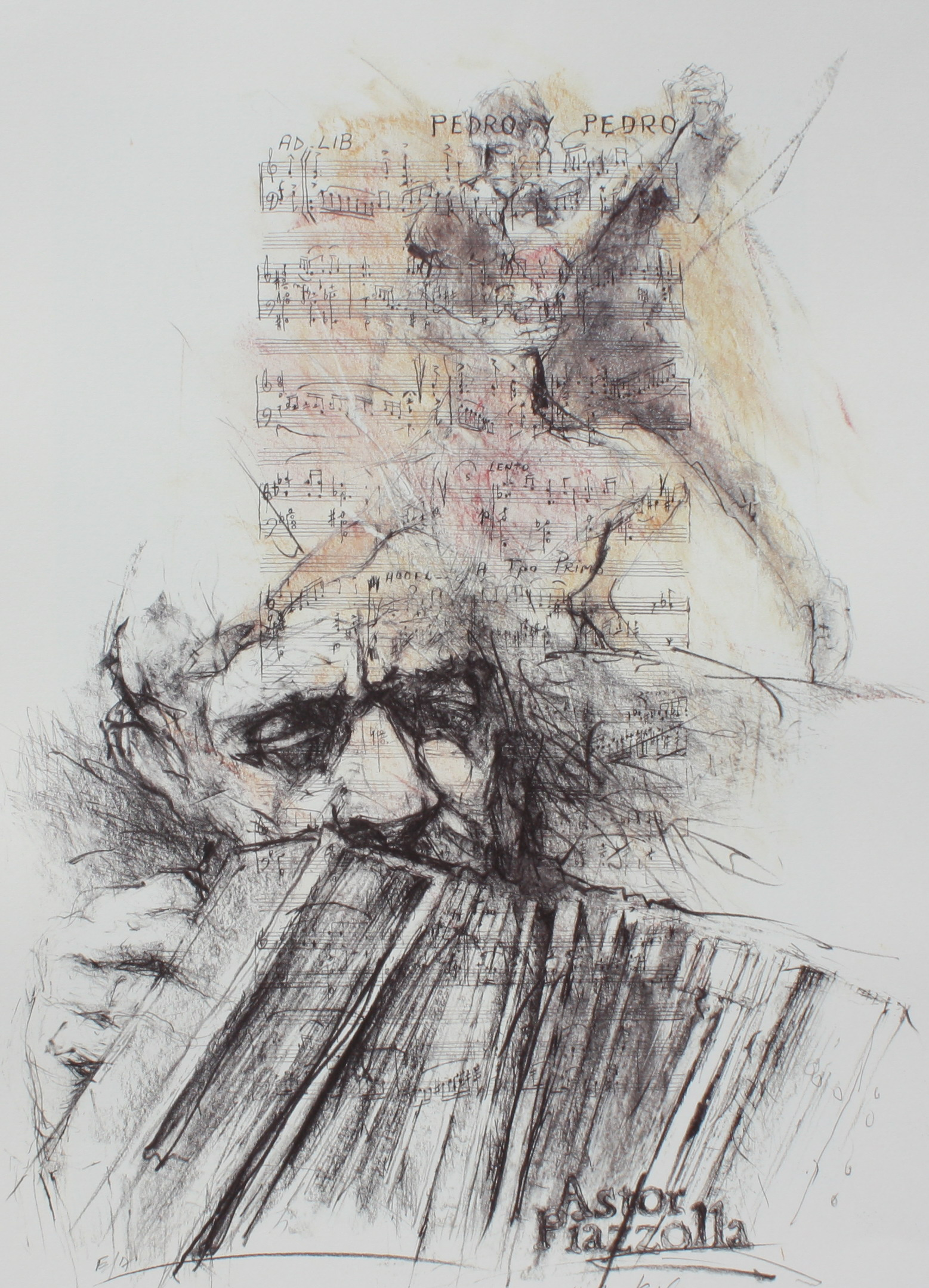
Eine künstlerische Bearbeitung: Hetty Krist, Astor Piazzolla (Farblithographie)

- 1943: Suite para cuerdas y arpas
- 1946: El desbande
- 1952: Rapsodía porteña
- 1953: Buenos Aires
- 1954: Sinfonietta
- 1959: Adiós Nonino
- 1963: Tres tangos sinfonicos
- 1969: Balada para un loco
- 1968: María de Buenos Aires
- 1970: El pueblo joven
- 1972: Oblivion
- 1973: Libertango
- 1975: Suite Troileana
- 1976: 500 motivaciones
- 1979: Concierto para bandoneón
- 1982: Le grand tango
- 1986: El exilio de Gardel

## Diskografie (Auswahl)
- Komplette Diskografie spanisch

### Eigene Aufnahmen
- 1974: Libertango. (Polydor/Tropical Music 68.904)
- 1974: Summit mit Gerry Mulligan (Tropical Music 68.842)
- 1975: Lumiere. (Tropical Music 68.942)
- 1977: Persecuta. (Tropical Music 68.943)
- 1979: Biyuya. (Tropical Music 68.943)
- 1986: Tango: Zero Hour. (American Clavé/Intuition 1013)
- 1987: The Rough Dancer and the Cyclical Night (Tango apasionado). (American Clavé/Intuition 1019 2)
- 1989: La Camorra. (American Clavé/Intuition 1021 2)
- 1992: Luna. (Hemisphere/EMI 7 243 8 35595 2 7)
- 1996: 57 minutos con la realidad. (American Clavé/Intuition 30792)

### Aufnahmen anderer Interpreten
- 1989: Mario Raskin und Oscar Milani: Tangos für 2 Cembali, Vol. 1 (Disques Pierre Verany PV 789102)
- 1996: Roberto Aussel u. a.: Las Músicas de Astor Piazzolla – The Spirit of Buenos Aires (Mandala 4903)
- 1996: Gidon Kremer u. a.: Hommage à Piazzolla (Nonesuch/East West 7559-79407-2)
- 1996: Daniel Barenboim u. a.: Mi Buenos Aires querido (Teldec/Warner B000000S97)
- 1996: Di Meola Plays Piazzolla (Mesa/Bluemoon B000002JXC)
- 1997: Gidon Kremer und The Astor Quartett: El Tango. (Nonesuch/East West 7559-79462-2)
- 1997: Yo-Yo Ma: Soul of the Tango (Sony SK 63122)
- 1998: Gidon Kremer, Kremerata Baltica u. a.: María de Buenos Aires (Teldec/East West 3984-20632-2)
- 2000: Mario Raskin und Oscar Milani: Tangos für 2 Cembali, Vol. 2 (Disques Pierre Verany PV 703032)
- 2001: Feidman Plays Piazzolla (Wsm/Warner B00007BKL7)
- 2004: Richard Galliano, Usa: Piazzolla Forever
- 2008: Jan Vogler, Moritzburg Festival Ensemble: Tango ! (Sony/BMG B001AMCF3M)
- 2008: E. und J. Kutrowatz, Klavier, A. Mühldorfer, Percussion, „Tango Nuevo“ (Organum, Ogm 281034)

## Filmografie  (Auswahl)
- 1959: Der Nebenbuhler (Le conquérant solitaire)
- 1973: Alle Nacktheit wird bestraft (Toda Nudez Será Castigada)
- 1975: Es regnet über Santiago (Il pleut sur Santiago)
- 1976: Der Erpresser (Armaguedon)
- 1976: Im Scheinwerferlicht (Lumière)
- 1977: Überfall im Morgengrauen (Quand la ville s'éveille )
- 1980: Tango durch Deutschland
- 1982: An der Nordbrücke (Le pont du nord)
- 1982: Neonstadt
- 1982: Rückkehr (Volver)
- 1983: Bella Donna
- 1984: Heinrich IV. (Enrico IV)
- 1985: Tangos (Tangos, el exilio de Gardel)
- 1985: Die Mütter der Plaza del Mayo (The Mothers of the Plaza de Mayo)
- 1985 Der Callboy
- 1988: Süden – Sur (Sur)
- 1989: Hab’ ich nur deine Liebe
- 1991: Der Tangospieler
- 1992: Die Reise (El viaje)
- 1995: Unter der Milchstraße
- 1998: Homage to Astor Piazzolla  (von Christopher Nupen)
- 2018: Astor Piazzolla: The Years of the Shark (von Daniel Rosenfeld)